# 第8屆金馬獎
第8屆金馬獎，由中華民國官方舉辦的國產電影評選活動，為1970年台灣與華語電影業界的年度盛事之一。

## 簡介
第8屆金馬獎臺灣電影承襲上屆餘威獲獎超越港片，此時香港邵氏、國泰電影公司出品雖多，但多為商業片居多，此時臺灣興起一股寫實、正面小品電影，在獎項上頗有斬獲。本屆《路客與刀客》雖為國泰公司出品，但有眾多臺灣工作人員，例如導演張曾澤即是優秀臺灣人才，其妻李虹亦為演技派演員，與孫越同為反派演員代表人物，並以此片獲得最佳導演。另，獲最佳音樂得主周藍萍亦為臺灣傑出音樂人，第1屆《梁祝》、第7屆《水上人家》均獲音樂獎項，第8屆《路客與刀客》再下一城。

## 入圍暨得獎名單
- 第15屆之前，金馬獎採事前公佈得獎名單的方式，因此無「入圍名單」。[1]

下列之標記為該獎項之得獎者。
壹、影片獎項

### 優等新聞片
貳、個人獎項

### 最佳紀錄片策畫
叄、非正式競賽

## 得獎統計
總共有19部電影獲獎，僅計入正式競賽獎項。
| 得獎數量 | 電影名稱                         | 得獎獎項                                     |
| -------- | -------------------------------- | -------------------------------------------- |
| 4        | 《歌聲魅影》                     | 優等劇情片、最佳男配角、最佳女配角、最佳編劇 |
| 3        | 《家在台北》                     | 最佳劇情片、最佳女主角、最佳剪輯             |
| 3        | 《路客與刀客》                   | 優等劇情片、最佳導演、最佳音樂（非歌劇）     |
| 2        | 《高山青》                       | 優等劇情片、最佳男主角                       |
| 2        | 《大哉孔子》                     | 優等紀錄片、最佳紀錄片攝影                   |
| 2        | 《群星會》                       | 最佳彩色攝影、最佳錄音                       |
| 1        | 《廿四屆全省運動大會》           | 優等新聞片                                   |
| 1        | 《恭祝 總統華誕 尼日總統訪華》   | 優等新聞片                                   |
| 1        | 《中南島的火巷－柬越戰地巡禮》   | 優等新聞片                                   |
| 1        | 《中華客機迫降成功》             | 優等新聞片                                   |
| 1        | 《不敢跟你講》                   | 最佳童星                                     |
| 1        | 《我愛國旗》                     | 最佳紀錄片策劃                               |
| 1        | 《幸運草》                       | 最佳美術設計                                 |
| 1        | 《艾爾西、芙勞西風災和災後重建》 | 最佳新聞片（16釐米）                         |
| 1        | 《中華少年棒球隊世界爭霸賽》     | 最佳新聞片（35釐米）                         |
| 1        | 《新不了情》                     | 優等劇情片                                   |
| 1        | 《河山並壽》                     | 最佳紀錄片                                   |
| 1        | 《人工脊椎體》                   | 優等紀錄片                                   |
| 1        | 《廿三屆世界少年棒球賽》         | 優等紀錄片                                   |

## 外部連結
- 第8屆金馬獎名單 （页面存档备份，存于）（繁體中文）
- 時光網-第8届台湾电影金马奖 （页面存档备份，存于）